# 马克·卡尔文
马克·卡尔文（英語：Mack Calvin，1947年7月27日—），美国NBA联盟前职业篮球运动员。他在1969年的NBA选秀中第14轮第187顺位被洛杉矶湖人选中。